# ميان هنزيران (غافروبارمون)
ميان هنزيران (بالفارسية: میان هنزیران) هي قرية تقع في إيران في هرمزغان. يقدر عدد سكانها بـ 100 نسمة بحسب إحصاء 2016.